# Loxophlebia tibba
Loxophlebia tibba är en fjärilsart som beskrevs av William Schaus 1924. Loxophlebia tibba ingår i släktet Loxophlebia och familjen björnspinnare. Inga underarter finns listade i Catalogue of Life.